# Гора Іїде
Гора́ Ії́де (яп. 飯豊山, いいでさん, МФА: [iːdesaɴ]) — гранітна гора палеозойської ери в Японії, головна вершина однойменної гірської гряди. Розташована на межі трьох префектур — Ніїґати, Фукусіми та Ямаґати. Висота — 2105 м. Схили дуже круті, пошкоджені в результаті ерозії. На пласкуватій вершині, що адміністративно належить місту Кітаката префектури Фукусіма, розміщене синтоїстське святилище Іїде. Гора і її околиці покриті високогірними травами. Деякі ділянки перетворені на сади квітів. Має декілька туристичних маршрутів.